# Norr om Eden
Norr om Eden är en EP av den svenska vissångerskan Sofia Karlsson, utgiven 2009. Skivan såldes exklusivt på hennes livespelningar då hon turnerade för skivan Söder om kärleken (2009). Den nådde ingen listplacering.
Skivans titel är en pendang till Söder om kärleken. Låtmaterialet utgörs av tre instrumentalspår och tre vokala. Dessa var alla låtar som av olika anledningar inte kom med på Söder om kärleken.

## Låtlista
1. "Andra sidan (reflektion)" - 0:45
2. "Stjärnebloss" - 4:02
3. "Norr om Eden" - 3:17
4. "Södergöken" - 3:01
5. "Gamla Stan" - 3:12
6. "Josefins dopvals" - 1:42

## Mottagande
Ystads Allehanda gav betyget 4/5. Recensenten Bengt Eriksson skrev: "Tre instrumentalspår och tre med sång. Ingenting jag hade velat ha på albumet istället för någon låt som kom med. Ändå är det ju bra förstås, som alltid när Sofia Karlsson blandar tradition och nutid i sitt hjärta, personligt och självupplevt. (Det sista vet jag inte, men det låter så.)"
Dalarnas Tidningar gav betyget 4/5.

### Fotnoter
1. ↑  ”Norr om Eden”. Sofia Karlsson. Arkiverad från originalet den 9 september 2012. https://archive.is/20120909210456/http://www.sofiakarlsson.com/norr-om-eden. Läst 14 maj 2012.
2. ↑  ”Sofia Karlsson”. Swedishcharts.com. http://swedishcharts.com/showitem.asp?interpret=Sofia+Karlsson&titel=Flickan+och+kr%E5kan&cat=s. Läst 14 maj 2012.
3. 1 2  Eriksson, Bengt (14 juli 2009). ”Norr om Eden”. Ystads Allehanda. https://www.ystadsallehanda.se/new-articles/sofia-karlsson-norr-om-eden/. Läst 14 maj 2012.
4. ↑  ”Norr om Eden”. Kritiker.se. https://kritiker.se/skivor/sofia-karlsson/norr-om-eden/. Läst 14 maj 2012.